# Funció de Himmelblau

Gràfica de la funció de Himmelblau.

Dins l'entorn d'optimització matemàtica, la funció de Himmelblau és una funció multimodal, definida sobre {\displaystyle \mathbb {R} ^{2}} i usada per comprovar el rendiment dels algoritmes d'optimització.
La funció es defineix de la següent manera:
{\displaystyle f(x,y)=(x^{2}+y-11)^{2}+(x+y^{2}-7)^{2}.\quad }
Té un màxim local en {\displaystyle x=-0.270844\quad } i {\displaystyle y=-0.923038\quad } on {\displaystyle f(x,y)=181.616\quad }, i quatre mínims locals idèntics (també són mínims globals):
{\displaystyle f(3.0,2.0)=0.0\quad }, {\displaystyle f(-2.805118,3.131312)=0.0\quad }, {\displaystyle f(-3.779310,-3.283186)=0.0\quad }, {\displaystyle f(3.584428,-1.848126)=0.0\quad }.
La determinació de tots els mínims locals pot ser trobada analíticament, però la funció està orientada principalment a la comprovació numèrica d'algorismes d'optimització.